# Steve Potts
Steven John Potts, detto Steve (Hartford, 7 maggio 1967) è un allenatore di calcio ed ex calciatore inglese, di ruolo difensore.

## Biografia
È il padre di Daniel Potts, a sua volta calciatore.

## Palmarès

### Club

#### Competizioni internazionali
- Coppa Intertoto UEFA: 1

West Ham: 1999